# Campionati italiani femminili assoluti di atletica leggera 1938
I XVI campionati italiani femminili assoluti di atletica leggera si sono tenuti presso il campo polisportivo di Parma il 17 luglio 1938. Sono stati assegnati nove titoli in altrettante discipline.
A partire da questa edizione furono definitivamente rimossi dal programma i 60 metri piani. Anche le gare del pentathlon e della staffetta 4×100 metri furono tolte dal programma di questa edizione.
La classifica per società ha visto trionfare la Venchi Unica Torino con 65 punti, seguito da Filotecnica Milano (33 punti) e Polisportiva Giordana Genova (14 punti). Durante la manifestazione si tennero anche le gare maschili di qualificazione ai campionati europei di Parigi per le gare dei 100 metri piani e del lancio del martello.

## Risultati
| Specialità             | Oro                                                | Prestazione | Argento                                     | Prestazione | Bronzo                                   | Prestazione |
| Corse                  | Corse                                              | Corse       | Corse                                       | Corse       | Corse                                    | Corse       |
| ---------------------- | -------------------------------------------------- | ----------- | ------------------------------------------- | ----------- | ---------------------------------------- | ----------- |
| 100 m                  | Maria Alfero Filotecnica Milano                    | 12"7        | Italia Lucchini Venchi Unica Torino         | 12"8        | Rosetta Cattaneo Filotecnica Milano      | 12"9        |
| 200 m                  | Ita Penzo Filotecnica Milano                       | 26"7        | O. Pozzi Polisportiva Giordana Genova       | 27"3        | C. Camelotto Venchi Unica Torino         | 27"7        |
| 800 m                  | Leandrina Bulzacchi Venchi Unica Torino            | 2'28"3      | Cleo Balbo Venchi Unica Torino              | 2'28"7      | A. Petratta Giovinezza Trieste           | 2'28"8      |
| 80 m hs                | Claudia Testoni Venchi Unica Torino                | 11"7        | L. Angeleri Polisportiva Giordana Genova    | 13"0        | Livia Michiels Venchi Unica Torino       | 13"1        |
| Salti                  |                                                    |             |                                             |             |                                          |             |
| Salto in alto          | Modesta Puhar Gioventù italiana del Littorio Fiume | 1,51 m      | Caterina Gallo Venchi Unica Torino          | 1,48 m      | Gina Spaggiari Polisportiva Ferrante     | 1,48 m      |
| Salto in lungo         | Claudia Testoni Venchi Unica Torino                | 5,53 m      | M. Barzizza Dopolavoro Aziendale Sip Torino | 4,90 m      | R. Piacentini Gruppo Sportivo Capitolino | 4,79 m      |
| Lanci                  |                                                    |             |                                             |             |                                          |             |
| Getto del peso         | Giorgina Grossi Virtus Bologna Sportiva            | 11,14 m     | Amelia Piccinini Dopolavoro Alessandria     | 11,02 m     | Paola Risso Polisportiva Giordana Genova | 10,50 m     |
| Lancio del disco       | Serafina Guidi Venchi Unica Torino                 | 35,07 m     | Gabre Gabric Filotecnica Milano             | 35,04 m     | Edera Cordiale Venchi Unica Torino       | 31,56 m     |
| Lancio del giavellotto | Caterina Milanesio Dopolavoro Biella               | 32,55 m     | Pierina Borsani Venchi Unica Torino         | 32,54 m     | R. Cattaneo Filotecnica Milano           | 31,18 m     |